# Axonopus iridifolius
Axonopus iridifolius är en gräsart som först beskrevs av Eduard Friedrich Poeppig, och fick sitt nu gällande namn av George Alexander Black. Axonopus iridifolius ingår i släktet Axonopus och familjen gräs. Inga underarter finns listade i Catalogue of Life.